# Срђан Пириватрић
Срђан Пириватрић (Београд, 18. април 1966) је српски историчар и виши научни сарадник Византолошког института САНУ.

## Биографија
Срђан је историју дипломирао на Филозофском факултету у Београду 1990, магистрирао 1995, а докторирао 2013. године. Његова истраживања су највише усмерена на историју Византије и њених односа са Јужним Словенима и раносредњовековну српску и бугарску историју. У Византолошком институту САНУ ради од 1991, најпре као асистент, а од 1999. године као виши научни сарадник. Учествовао је на неколико научних скупова у Европи и објавио око 50 научних радова.
За допринос објављивању књиге Историја Бугарске, коју је приредио на српском, бивши председник Бугарске Георги Прванов одликовао га је Орденом председника Бугарске 2009. године.